# For you
For you (на български: За теб) е шестнадесетия студиен албум на Филип Киркоров. Албумът е издаден е от лейбъла Мелодия. Включва 17 песни. За песните „Сердце в 1000 свечей“ и „Полетели“ получава наградата „Златен грамофон“.

## Песни от албума
- Я эту жизнь тебе отдам
- Полетели
- Холодно в городе (дует с Алла Пугачова)
- История
- Странник
- Поцелуй
- Жиголо
- Он твоя иллюзия
- Любовь сияет ярче
- Твои глаза, как море
- Сердце в 1000 свечей
- Кайф
- Обычная история
- Яна
- Стоп!
- Карнавал – 2
- Я верю в любовь